# Фрейзер (Айова)
Фрейзер (англ. Fraser) — місто (англ. city) в США, в окрузі Бун штату Айова. Населення — 101 особа (2020).

## Географія
Фрейзер розташований за координатами 42°7′37″ пн. ш. 93°58′29″ зх. д. / 42.12694° пн. ш. 93.97472° зх. д. (42.126915, -93.974672).  За даними Бюро перепису населення США в 2010 році місто мало площу 2,28 км², з яких 2,15 км² — суходіл та 0,13 км² — водойми. В 2017 році площа становила 3,23 км², з яких 3,06 км² — суходіл та 0,17 км² — водойми.

## Демографія
Згідно з переписом 2010 року, у місті мешкали 102 особи в 43 домогосподарствах у складі 29 родин. Густота населення становила 45 осіб/км².  Було 63 помешкання (28/км²).
Расовий склад населення:
| - 98,0 % — білих |

До двох чи більше рас належало 2,0 %. Частка іспаномовних становила 0,0 % від усіх жителів.
За віковим діапазоном населення розподілялося таким чином: 18,6 % — особи молодші 18 років, 68,7 % — особи у віці 18—64 років, 12,7 % — особи у віці 65 років та старші. Медіана віку мешканця становила 45,0 року. На 100 осіб жіночої статі у місті припадало 104,0 чоловіків;  на 100 жінок у віці від 18 років та старших — 102,4 чоловіків також старших 18 років.
Середній дохід на одне домашнє господарство  становив 101 323 долари США (медіана — 71 000), а середній дохід на одну сім'ю — 70 482 долари (медіана — 72 250). За межею бідності перебувало 15,2 % осіб, у тому числі 41,3 % дітей у віці до 18 років та 0,0 % осіб у віці 65 років та старших.
Цивільне працевлаштоване населення становило 90 осіб. Основні галузі зайнятості: освіта, охорона здоров'я та соціальна допомога — 20,0 %, роздрібна торгівля — 17,8 %, виробництво — 15,6 %.